# Zee Cine Award/Beste Debütantin
Der Zee Cine Award Best Female Debut ist eine Kategorie des indischen Filmpreises Zee Cine Award.
Der Zee Cine Award Best Female Debut wird von der Jury gewählt. Der Gewinner wird in der Verleihung bekanntgegeben. Die Verleihung findet jedes Jahr im März statt.
Schauspielerinnen, die diesen Preis gewonnen haben:
| Jahr | Schauspielerin     | Film                   | Deutscher Titel                             |
| ---- | ------------------ | ---------------------- | ------------------------------------------- |
| 1998 | Mahima Chaudhry    | Pardes                 | Pardes                                      |
| 1999 | Preity Zinta       | Soldier                | —                                           |
| 2000 | Rinke Khanna       | Pyaar Mein Kabhi Kabhi | —                                           |
| 2001 | Amisha Patel       | Kaho Naa... Pyaar Hai  | Liebe aus heiterem Himmel                   |
| 2002 | Gracy Singh        | Lagaan                 | Lagaan – Es war einmal in Indien            |
| 2003 | Malini Sharma      | Raaz                   | —                                           |
| 2004 | Bhoomika Chawla    | Tere Naam              | —                                           |
| 2005 | Gayatri Joshi      | Swades                 | Swades – Heimat                             |
| 2006 | Vidya Balan        | Parineeta              | Parineeta – Das Mädchen aus Nachbars Garten |
| 2006 | Konkona Sen Sharma | Page 3                 | —                                           |
| 2007 | Kangana Ranaut     | Gangster               | —                                           |
| 2007 | Kangana Ranaut     | Woh Lamhe              | —                                           |
| 2008 | Deepika Padukone   | Om Shanti Om           | Om Shanti Om                                |
| 2009 | keine Verleihung   |                        |                                             |
| 2010 | keine Verleihung   |                        |                                             |
| 2011 | Sonakshi Sinha     | Dabangg                | —                                           |
| 2012 | Parineeti Chopra   | Ladies VS Ricky Bahl   | —                                           |
| 2013 | Ileana D’Cruz      | Barfi!                 | —                                           |
| 2013 | Yami Gautam        | Vicky Donor            | —                                           |
| 2014 | Vaani Kapoor       | Shuddh Desi Romance    | —                                           |